# Lysandra ultraexteratransversa
Lysandra ultraexteratransversa är en fjärilsart som beskrevs av Bright och Leeds 1938. Lysandra ultraexteratransversa ingår i släktet Lysandra och familjen juvelvingar. Inga underarter finns listade i Catalogue of Life.